# Kaarlo Reinikainen
Kaarlo "Kalle" Reinikainen, född 16 september 1900, död 28 januari 1971, var en finländsk musiker.
Som sousafonist i Dallapé var Reinikainen vid sidan om Eero Lauresalo den mest kände jazzmusikern som spelade blåsinstrument. 1929 spelade Reinikainen tuba i Melody Boys, men övergick strax till Suomi Jazz Orkesteri, där han var sousafonist. Som munspelare i Pirteät Pelimannit gjorde Reinikainen 1953 skivinspelningar med sångaren Olavi Virta. 1970 gjorde Reinikainen skivinspelningar med Erika Babucke och George de Godzinsky.